# Haley James Scott
Haley James Scott, gespeeld door actrice Bethany Joy Lenz-Galeotti, is een personage uit de televisieserie One Tree Hill.

## Biografie
Geboren als dochter van Jimmy en Lydia James, komt Haley uit een groot gezin met vier broers en drie zussen (Taylor, Quinn en Vivian), met wie ze overigens geen goede band heeft. Haar beste vriend is Lucas Scott.
Eind seizoen 1 trouwde ze met Nathan Scott. Met wie ze overigens eind seizoen 4 een zoon, James Lucas Scott, kreeg.

## Seizoen 1
Wanneer Lucas lid wordt van het basketbalteam The Ravens, krijgt hij onmiddellijk ruzie met zijn halfbroer Nathan Scott. Nathan probeert het Lucas zo moeilijk mogelijk maken en verleidt Haley om Lucas daarmee te irriteren. Hij probeert dichter bij haar te komen door bijles te vragen. Haley accepteert dit, tot de ergernis van Lucas.
Wanneer Nathans vriendin Peyton Sawyer Nathan dumpt, krijgt hij een hechte band met Haley. Al snel is de hechte band verantwoordelijk voor een relatie, die ze vanaf aflevering acht krijgen. Het lijkt echter slecht te gaan wanneer ze erachter komt waarom Nathan met haar begon te flirten. Wanneer hij haar verzekert dat hij veranderd is, vergeeft ze hem.
Haley wordt ook goede vrienden met Peyton, die ze eerst niet mocht, wanneer Peyton steun zoekt tijdens de Lucas/Peyton/Brooke Davis liefdesdriehoek. Hoewel Deb Scott dol is op Haley, vertrouwt Dan Scott haar niet. Wanneer Dan en Deb in een scheiding liggen, raadt Haley Nathan aan op zichzelf te wonen. Nathan neemt haar advies aan en koopt zijn eigen appartement.
Als Nathan erachter komt dat Haley een tatoeage heeft van Nathans basketbalnummer, 23, realiseert Nathan zich dat de relatie serieus is. Hij begint te verlangen naar seks met haar. Echter, Haley weigert seks te hebben voor het huwelijk. Wanneer ze pornografie aantreft op Nathans laptop, vraagt ze zich af of er iets mis is met hun relatie op seksueel gebied. Wanneer Nathan vertelt dat hij van haar houdt, weet ze dat ze er klaar voor is.
Wanneer Lucas naar Charleston gaat verhuizen, komt hij langs om afscheid te nemen van Haley. Echter, hij betrapt Nathan en Haley er op zojuist seks te hebben gehad. Wanneer hij vraagt waarom Haley seks heeft voor het huwelijk, vertelt ze dat ze stiekem zijn getrouwd.

## Seizoen 2
Terwijl hun huwelijk doorgaat, ontdekt het stelletje dat het huwelijk een obstakel is voor hun dromen: Nathans droom om een bekende basketbalspeler te worden en Haleys droom om muzikant te zijn.
Niet veel later ontmoet Haley Chris Keller. Ze ontdekken dat ze een connectie hebben door hun liefde voor muziek. Nathan vertrouwt Chris niet en weet dat hij in staat is het huwelijk te verwoesten. Wanneer Chris haar uitnodigt om op tour te gaan met hem, Gavin DeGraw en The Wreckers, accepteert ze dit nadat ze hem zoent. Nathan heeft aan de andere kant zojuist een aanbieding om bij High Flyers te spelen afgeslagen.
Nathan wordt gebroken achtergelaten. Het gaat al snel bergafwaarts met hem, terwijl Haley steeds meer roem krijgt. Wanneer Haley een nietigverklaring ontvangt van Dan, keert ze terug naar Tree Hill, tot verrassing van Nathan.

## Seizoen 3
Nathan wil niets liever dan scheiden van Haley, terwijl ze er alles aan doet om het huwelijk te herstellen. Terwijl hij contact met haar vermijdt, doet Haley er alles aan om dichter bij hem te komen. Ondertussen trekt ze in bij Brooke Davis. Brooke weet haar te overhalen cheerleader te worden wanneer ze zegt dat Haley dan dichter bij Nathan komt.
Na een ruzie met Lucas herstellen ze hun vriendschap. Echter, het gaat weer slechter tussen de twee wanneer Haley erachter komt dat Lucas HOCM heeft en dit voor de buitenwereld verbergt.
Ondanks het feit dat ze vele obstakels moeten overwinnen, proberen Nathan en Haley uiteindelijk hun huwelijk te herstellen. Nathan weet Haley niet te vergeven voor wat ze heeft gedaan, maar doet zijn uiterste best haar uit te staan.
Wanneer een school shooting Keith Scott doodt, realiseren Haley en Nathan zich dat het leven kort is. Ze besluiten te hertrouwen met een uitgebreide ceremonie. De bruiloft vindt plaats in de laatste aflevering, waar het blijkt dat Haley misschien zwanger is en Nathan van een brug afspringt in het water om zijn oom Cooper Lee en klasgenoot Rachel Gatina te redden, die met hun auto in het water zijn gereden.

## Seizoen 4
Terwijl de zwangerschapstest volgens de eerste paar afleveringen van Brooke zou zijn, blijkt na een paar afleveringen dat deze werkelijk van Haley was en dat ze zwanger is. Wanneer ze dit vertelt aan Nathan, komen ze erachter dat ze financiële problemen zullen krijgen. Haley begint extra lang bij Karen's Café te werken en geeft bijles aan Rachel.
Wanneer Haley tijdens het staatskampioenschap erachter komt dat haar kind een jongen zal zijn en ze dit aan Nathan vertelt, is hij dolblij en wint het kampioenschap. Hij had echter een illegale lening van een crimineel die hem opdroeg het kampioenschap te verliezen. Uit woede probeert hij Nathan aan te rijden. Hij raakt echter Haley, waardoor ze in een coma raakt. Na meerdere operaties blijkt dat Haley en zelfs haar baby in orde zijn. Wanneer Nathan haar vertelt van de illegale lening, is Haley furieus. Ze leggen het echter al snel bij. Nathan koopt uiteindelijk een jurk voor het schoolbal door te strippen voor een publiek.
Tijdens de dertiende aflevering vertelt Haley aan Skills Taylor dat ze, als ze geen zangeres wordt, graag een lerares wil worden. Ook is ze bang dat haar zoon zich niet thuis gaat voelen op de wereld, net zoals zij zich soms niet thuis voelt. Wanneer het blijkt dat Rachel een wiskunderepetitie heeft gestolen via Haleys sleutel om bij de proefwerken te komen (die Rachel overigens stiekem van Haley gestolen had), mag Haley van de directeur geen bijles meer geven.
Wanneer een video publiekelijk gemaakt wordt waarin Nathan seks heeft met Brooke, is Haley teleurgesteld en boos. Ze vraagt aan Nathan of hij een lijst wil maken met alle namen erin van de vrouwen met wie hij in zijn leven seks heeft gehad. Nathan vertelt haar dat hij dit niet doet en geeft haar een lijst van alle vrouwen van wie hij ooit heeft gehouden. Haley is de enige naam die er op staat. Hierdoor vergeeft Haley Nathan. In de seizoensfinale krijgen Nathan en Haley een zoon, genaamd James Lucas Scott.

## Ontbrekende jaren
Twee jaar voor het begin van seizoen 5, wordt Haley gezien met een twee jaar oude Jamie. Ze is aanwezig op het nationale kampioenschap van Nathan basketbalwedstrijd. Vier maanden voor de start van Seizoen 5, viert ze samen met Nathan en Lucas dat Nathan een schoenendeal heeft binnengehaald, maar ze moet eerder naar huis toe om voor hun zoon Jamie te zorgen. Als ze naar huis toe wil gaan, wordt Nathan door een raam heen geduwd.

## Seizoen 5
Haley worstelt met haar huwelijk en ze probeert goed voor haar zoon te zorgen. Ze huurt een nanny genaamd Carrie in en gaat op Tree Hill High als lerares Engels werken. Ze wordt daar de eerste les lastiggevallen door Quentin Fields, de sterspeler van het Tree Hill Ravens basketbalteam, en loopt in tranen weg. De volgende dag daagt ze hem uit om de klas te verlaten. Het was een werkzame actie maar nu mag Quentin niet meer meedoen met de Ravens. Omdat hij heeft gespijbeld en het schoolbeleid dat niet toestaat. Ze laat Nathan ook realiseren dat zijn zelfzuchtige manieren zijn huwelijk en zoon kan kosten. 
Peyton en Haley zitten met de band van Jason liedjes op te nemen. Na de manier hoe Jason deed en hoe goed Mia (de pianist van de band) kon spelen had Haley Peyton overgehaald om alleen Mia te houden. Haley biedt aan om met Mia te werken aan haar plaat. Als ze ’s avonds thuiskomt gaat ze naar Jamie toe om hem een nachtzoen te geven. Ze vindt daar een tekening van Jamie met daarop Jamie en Carrie. 
Haley begint zich zorgen te maken over hoe aantrekkelijk haar kindermeisje is. Ze ziet hoe Peyton Lucas in TRIC kust en Nathan krijgt weer last van zijn temperament als Jason Haley lastigvalt.  Haley mist de eerste basketbalwedstrijd van de Ravens. Ze zit samen met Brooke, Peyton, Mia, Lindsey en op een gegeven moment ook Tim. Als ze thuiskomt vindt ze Nathan samen met Carrie in de douche en ze zet Carrie het huis uit. 
Nathan probeert zichzelf te verdedigen en smeekt om vergeving. Maar hij maakt de situatie alleen maar erger door de onthulling dat Carrie hem had gezoend wat leidt tot een ruzie. Jamie is op dat moment buiten aan het basketballen. Aan de ruzie komt abrupt een eind als Jamie in het water valt. De twee rennen naar het zwembad en Nathan duikt het water in en haalt Jamie eruit. Als Haley hem vasthoudt is ze opgelucht dat het goed met hem gaat. Ze zegt boos tegen Nathan dat hun huwelijk voorbij is. Lucas en Lindsey proberen dan om haar huwelijk te redden door haar uit te nodigen op hun gezamenlijke vrijgezellenfeest. 
Wanneer Haley Lucas' boek leest realiseert ze zich dat Lucas nog steeds gevoelens voor Peyton heeft. Ze zegt tegen Lucas dat hij niet met Lindsey moet gaan trouwen. Maar hij luistert niet. Nadat Lindsey Lucas in de steek heeft gelaten voor het altaar komt ze erachter dat ze Jamie kwijt is. Ze geeft zichzelf hier de schuld van. Jamie komt terug naar huis diezelfde avond, gevolgd door zijn redder, Dan. Nathan en Haley gaan in huwelijkstherapie om hun relatieproblemen achter hen te laten. Ze begint opnieuw met haar zangcarrière en Peyton gaat een nieuw nummer van haar opnemen. Nadat ze erachter zijn gekomen dat Dan stervende is, probeert ze te voorkomen dat Jamie nog tijd met hem doorbrengt. Maar nadat Jamie boos op haar werd laat Haley Dan toch in het leven van Jamie toe.  